# Tamo daleko
Tamo daleko je poznata srpska tradicionalna pjesma iz Prvog svjetskog rata.
Riječi pjesme pjeva srpski vojnik na Krfu, nakon surovog povlačenja preko Albanije. Pjesma se drži kao himna srpskih vojnika koji odlaze u boj. Riječi pjesme govore o ostavljenom selu, spaljenoj crkvi i povlačenju preko Albanije u kojem su mnogi ostavili svoje živote.
Na gramofonske ploče snimili su je, pored ostalih: Tamburaško pjevačko društvo 1917.; Edo Ljubić, Mijat Mijatović, Dušan Jakšić i Sekstet Skadarlija.

## Tekst